# Chetogena siciliensis
Chetogena siciliensis är en tvåvingeart som först beskrevs av Villeneuve 1924.  Chetogena siciliensis ingår i släktet Chetogena och familjen parasitflugor. Inga underarter finns listade i Catalogue of Life.